# Ğ
Cette page contient des caractères spéciaux ou non latins. S’ils s’affichent mal (▯, ?, etc.), consultez la page d’aide Unicode.
Ğ (minuscule : ğ), ou G bref, est une lettre latine utilisée dans l’écriture de l’azéri, du tatar, du tatar de Crimée, du turc, et dans plusieurs romanisations BGN/PCGN dont celle de l’azéri (cyrillique), du bachkir, du kazakh, du karatchaï-balkar et du tatar (cyrillique). Elle est composée de la lettre G diacritée d'une brève.

## Utilisation

### En turc
Ğ est la neuvième lettre de l'alphabet turc. Appelée « g doux » dans cette langue (yumuşak ge, pron. : [jumuʃak ɟe]), cette lettre note la consonne spirante vélaire voisée [ɰ], soit un son intermédiaire entre [ɣ] (comme dans maghrib en arabe) et [w] (comme dans oui en français). Quoique ce son n'existe guère en français, on peut s'en faire une idée en prononçant [w] sans bouger les lèvres.
Légèrement différent du ghayn arabe (qui note [ɣ]), le ğ est très proche du blødt g, ou « g doux » danois.
Cependant, ğ s'amuït en position intervocalique ou lorsqu'il se trouve en position finale précédé d'une voyelle : il ne sert alors, par effet compensatoire, qu'à allonger la voyelle précédente (ex. : eğim = *eeim ; dağ = *daa ; yağ = *yaa). Cette particularité se perd généralement lorsqu'un terme turc comprenant un ğ passe dans une autre langue. C'est le cas du mot yogourt (aussi orthographié yogurt ou yoghurt) où le g a perdu sa brève et se prononce /g/ dans d’autres langues (quoique le français ait gardé la prononciation turque sous la forme yaourt). De la même manière, le nom de famille Erdoğan est souvent prononcé /ɛʁdɔgan/ en français.
À noter qu'en turc, le ğ suit toujours une voyelle et ne saurait être la première lettre d'un mot.

### En azéri
Elle note la consonne fricative vélaire voisée [ɣ].

### En laze
Le laze s'écrit soit en alphabet géorgien, soit en alphabet latin. Dans ce dernier cas, ğ y représente la consonne fricative vélaire voisée [ɣ]. Elle correspond à la lettre géorgienne ღ.

## Représentations informatiques
Le G bref peut être représenté avec les caractères Unicode suivants :
- précomposé (latin étendu A)[1] :

| forme     | représentation | chaîne de caractères | point de code | description                     |
| --------- | -------------- | -------------------- | ------------- | ------------------------------- |
| majuscule | Ğ              | Ğ                    | U+011E        | lettre majuscule latine g brève |
| minuscule | ğ              | ğ                    | U+011F        | lettre minuscule latine g brève |

- décomposé (latin de base, diacritiques) :

| forme     | représentation | chaîne de caractères | point de code | description                                 |
| --------- | -------------- | -------------------- | ------------- | ------------------------------------------- |
| majuscule | Ğ              | G◌̆                   | U+0047 U+0306 | lettre majuscule latine g diacritique brève |
| minuscule | ğ              | g◌̆                   | U+0067 U+0306 | lettre minuscule latine g diacritique brève |